# Unterdorf (Schwarzach)
Koordinaten: 47° 27′ N, 9° 45′ O
Das Unterdorf ist ein Ortsteil der Gemeinde Schwarzach (419 m ü. A.) und liegt unterhalb der Bahnstrecke Lindau–Bludenz. Es gibt kein Oberdorf als Gegenstück. Der oberhalb der Bahnstrecke liegende, größere Teil von Schwarzach wird einfach als Dorf bezeichnet.

## Geschichte
Das Unterdorf besteht aus zwei Teilbereichen mit unterschiedlicher siedlungsgeschichtlicher Entwicklung.

### Westlicher Teil
Der westliche Teil ist ein älteres Siedlungsgebiet und wurde 1939 als Randsiedlung gebaut. Es war ein Bauprojekt von Einfamilienhäusern mit maßgeblicher Eigenleistung der späteren Bewohner, um preiswerten Wohnraum für die relativ mittellosen Schichten der Bevölkerung zu schaffen.
Solche Siedlungen, teilweise auch als Arbeitersiedlungen oder zeitgenössisch auch als Arbeiterkolonien bezeichnet, wurden im 19. Jahrhundert und in der ersten Hälfte des 20. Jahrhunderts auf Initiative gemeinnütziger Gesellschaften oder von Unternehmern im gesamten deutschsprachigen Raum gebaut, um preiswerten und gesunden Wohnraum für die damals noch weitgehend unbegüterten Schichten der Bevölkerung zu schaffen und die nach dem Krieg herrschende Wohnungsnot zu beseitigen. Architekten und Bautechniker begannen sich bereits um die Mitte des 19. Jahrhunderts, mit der Anlage von solchen Siedlungen auseinanderzusetzen, um auch den einfachen Menschen Dauerhaftigkeit und Sicherheit, zweckmäßige Raumaufteilung, Berücksichtigung von Licht, Luft und Vegetation, aber auch die Freizeit- und Sportmöglichkeiten, als Grundlage gesunden Wohnens zu schaffen.
Der westliche Teil der Siedlung Unterdorf ist daher als ein Teil der Siedlerbewegung im deutschsprachigen Raum (siehe auch: Siedlerbewegung Wien) zu sehen. In Österreich wurde die Siedlerbewegung vom Bundesminister für soziale Verwaltung, Josef Resch übernommen. Dabei wurden zur einfachen Realisierung des Projektes kostengünstige Kredite vergeben. Eine ähnliche Siedlung wie im Unterdorf, wurden zuvor in Schwarzach bereits verwirklicht, die Siedlung Außerdorf an der Minderach. In der Nachbargemeinde Dornbirn wurde 1934–1935 mit 23 Einheiten in Dornbirn in der Birkenwiese (siehe Siedlung Birkenwiese) und zuvor, noch kleiner, die Siedlung Unterer Porst realisiert sowie 1937/1938 die Siedlung Im Forach (26 Einheiten).
Zur Umsetzung solcher Projekte wurde bereits für die Siedlung Birkenwiese in Dornbirn die Gemeinnützige Siedlungsgenossenschaft Dornbirn (r.G.m.b.H.) Anfang August 1934 gegründet, welche sodann auch für die Siedlung Im Forach in Dornbirn und die Siedlung im Unterdorf in Schwarzach zuständig war.
Im Gegensatz zu den oben beschriebenen, zuvor errichteten Siedlungen, wurde bei der Siedlung Unterdorf, auf Selbstbewirtschaftsungsräume verzichten.

### Östlicher Teil
1916 erwarb die Firma Maggi ein über 15.000 m² großes Grundstück in Schwarzach, direkt an die Bahnstrecke Lindau–Bludenz grenzend. Es wurde ein Lagerhaus für Rohprodukte zur Erzeugung der Suppenwürze Maggi errichtet. Ein geplantes Betriebsgebäude und Kühlhaus mit eigenem Gleisanschluss wurde nicht verwirklicht.
1979 erfuhr der damalige Bürgermeister von Schwarzach, Helmut Leite, dass die Firma Nestlé dieses 15.119 m² großes Grundstück mit Lagerhalle (der Maggistadl) in Schwarzach verkaufen wollte (Maggi-Wiese). Die Gemeindevertretung beschloss in der Sitzung vom 31. Dezember 1979 den Kauf dieses Grundstücks und die Verwendung des Lagerhauses für den Bauhof der Gemeinde. 1981 wurde das Wohnmodell Unterdorf entworfen und die Gemeinde stellte Interessierten kostengünstig Grundstücke auf der Maggi-Wiese zur Verfügung. Es sollte durch diese Bereitstellung kostengünstiger Bauplätze die Abwanderung junger Familien aus Schwarzach entgegengewirkt werden. Der östliche, kleinere Teil des Unterdorfs, entstand somit nach 1980 durch Parzellierung der Maggiwies (Flurstück Maggiwies) und den Bau von Eigenheimen (auch: Projekt Nußfeld genannt).
Ergänzend zur ersten Siedlung im Unterdorf wurde insbesondere auch dem Umweltschutz und einer verdichteten Bauweise Rechnung getragen. Die Bebauung der einzelnen Grundstücke wurde in einer nichtverbindlichen Richtlinie von der Gemeinde grundsätzlich vorgegeben. Die Bereitstellung von kostengünstigen Grundstücken an private Bauinteressenten durch eine Gemeinde und damit aktiver Eingriff in den Grundstücksmarkt, war zu diesem Zeitpunkt in Vorarlberg noch unüblich und mutig. Der Quadratmeterpreis betrug damals 700,00 Schillinge (Euro 50,87).
1987 fand die feierliche Häuserweihe statt. Damals waren 17 der 20 zur Verfügung stehenden Parzellen bebaut.

## Topographie, Geografie, Lage und Verkehr
Der Unterdorf liegt im Ried und wird nördlich vom Mittelriedgraben (Riedstraße), östlich von der Bahnstrecke Lindau–Bludenz, südlich vom Kuhfangengraben begrenzt. Westlich öffnet es sich ohne topographische Begrenzung zum Ried (Landesgrünzone).
Das Unterdorf hat geographisch eine maximale Breite von etwa 175 m und ist etwa ebenso lang und liegt gänzlich im Gemeindegebiet von  Schwarzach. Es umfasst etwa eine Fläche von ca. 3 ha.
Der Unterdorf ist mit normalen Kraftfahrzeugen von Schwarzach aus gut erreichbar.

## Handwerk, Gewerbe
Der heute als Unterdorf bezeichnete Teil von Schwarzach war jahrhundertelang landwirtschaftlich genutztes Gebiet und es hat sich hier keine bedeutsame gewerbliche Infrastruktur herausgebildet. Auch heute noch dominiert um das Unterdorf herum nach wie vor die Landwirtschaft. Am südlichen Ende des Unterdorfs befindet sich nun in der ehemaligen Halle (Maggihalle) der Bauhof der Gemeinde.